# Pneumatoliza
Procesy pneumatolityczne (Pneumatoliza)  – procesy zachodzące pod wpływem gorących par i gazów w temperaturze 400 - 650 °C, mających swoje źródło w intruzjach magmowych. Uzyskują one wyraźną przewagę nad stopem krzemianowym i cechują się dużą łatwością przenikania do skał otaczających (zarówno starszych od intruzji jak i jej zakrzepniętych brzeżnej części). Procesy pneumatolityczne mogą prowadzić do wymiany składników w skałach (metasomatoza), skutkując różnymi przeobrażeniami. W wyniku tych procesów łatwo powstają nowe minerały i skały, oraz związane z nimi złoża pneumatolityczne.
Przykładem jest powstanie kasyterytu SnO2 w wyniku działania lotnego SnF4 na kwarc SiO2.

## Utwory pneumatolityczne
Tworzą formy żyłowe kominowe, gniazdowe, pokładowe, soczewkowe, brekcjonowane i nieregularne. Do najbardziej typowych skał powstałych w tych procesach należą albityty i grejzeny. Wielu utworów pneumatolitycznych wykazuje koncentracje złożowe minerałów zawierających wiele pierwiastków użytecznych takich jak: cyna, wolfram, molibden, lit, beryl, kobalt, cyrkon i niob.
Złoża te w Polsce były przedmiotem wielowiekowej eksploatacji w Górach i na Pogórzu Izerskim, w Sudetach. Pozyskiwano tam przede wszystkim cynę, a także lokalnie kobalt.

## Przykłady minerałów powstałych w wyniku pneumatolizy

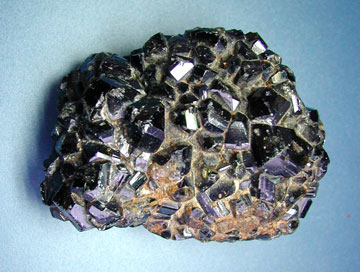
Kasyteryt
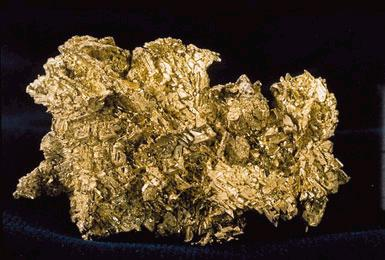
Złoto
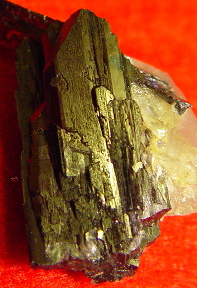
Wolframit
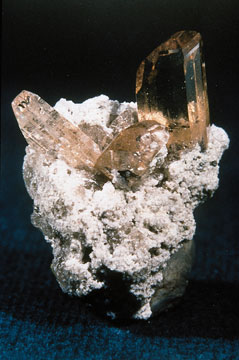
Topaz
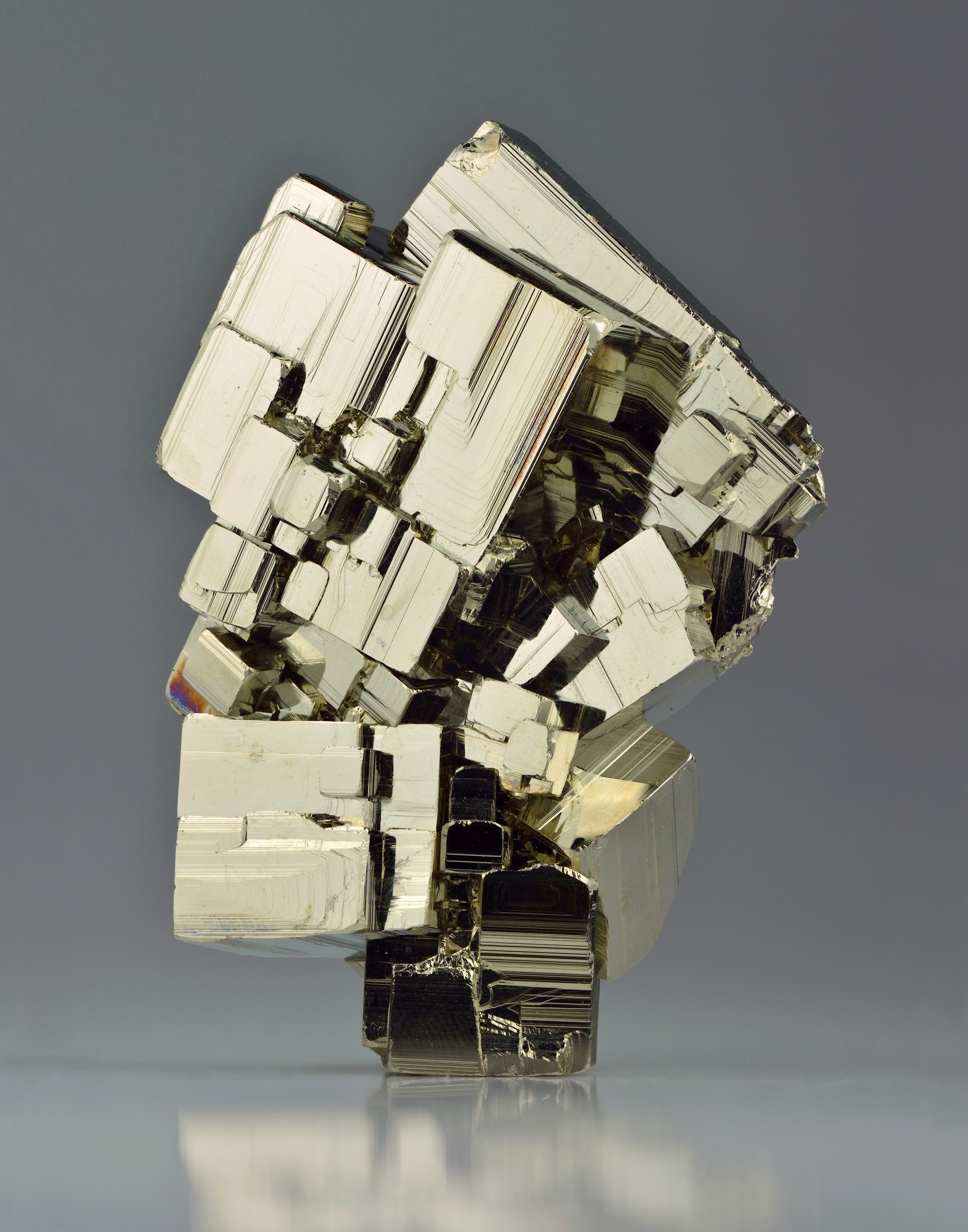
Piryt